# 蘭托斯人權委員會

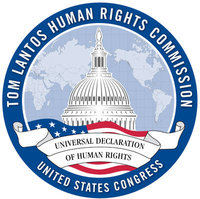
兰托斯人权委员会标志

蘭托斯人權委員會（Tom Lantos Human Rights Commission），前身是國會人權小組（Congressional Human Rights Caucus），是美国眾議院于1983年成立的独立委员会，創立者是由加州民主黨眾議員湯姆·蘭托斯和伊利諾州共和黨眾議員約翰·波特。其設立的使命是按照《世界人權宣言》和其他相關的人權文書的規定，並在美國國會內外，以無黨派的方式組織，捍衛且倡導國際公認的人權準則。

## 成員

### 現任
| 多數黨 | - 吉姆·麥克高文，主席 - 德布·哈兰德 - Alan Lowenthal - Jamie Raskin - Norma Torres |
| 少數黨 | - 克里斯·史密斯，共同主席 - 戈斯·比利拉基斯 - 安迪·哈里斯 - 達林·拉胡德            |

## 歷任主席
| 任期開始 | 任期結束 | 主席                 | 共同主席             |
| -------- | -------- | -------------------- | -------------------- |
| 1983年   | 1995年   | 湯姆·蘭托斯          | 約翰·波特            |
| 1995年   | 2001年   | 約翰·波特            | 湯姆·蘭托斯          |
| 2001年   | 2007年   | 弗蘭克·魯道夫·沃爾夫 | 湯姆·蘭托斯          |
| 2007年   | 2008年   | 湯姆·蘭托斯          | 弗蘭克·魯道夫·沃爾夫 |
| 2008年   | 2011年   | 吉姆·麥克高文        | 弗蘭克·魯道夫·沃爾夫 |
| 2011年   | 2015年   | 弗蘭克·魯道夫·沃爾夫 | 吉姆·麥克高文        |
| 2015年   | 2017年   | 喬·皮得              | 吉姆·麥克高文        |
| 2017年   | 2019年   | 兰迪·赫尔特格伦      | 吉姆·麥克高文        |
| 2019年   | 現任     | 吉姆·麥克高文        | 克里斯·史密斯        |